# Chris Thorburn
Chris Thorburn,  född 3 juni 1983 i Sault Ste. Marie, Ontario, är en kanadensisk professionell ishockeyspelare som spelar som center för Vegas Golden Knights i NHL. Han har tidigare spelat för Winnipeg Jets, Atlanta Thrashers, Buffalo Sabres och Pittsburgh Penguins.
Thorburn valdes av Buffalo Sabres i NHL-draften 2001 som 50:e spelare totalt.
21 juni 2017 valdes Thorburn av Vegas Golden Knights i expansionsdraften.

## Externa länkar

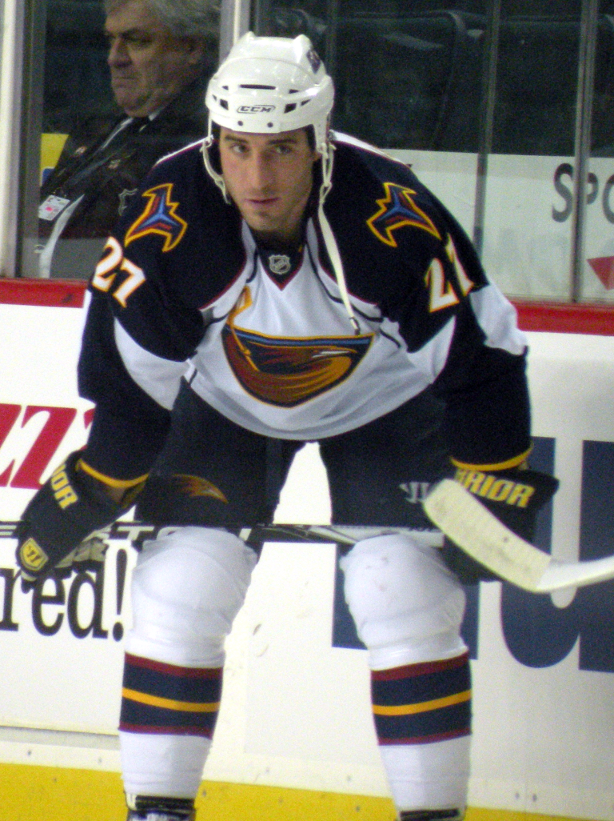
Chris Thorburn i Atlanta Thrashers.

## Klubbar
- Elliot Lake Vikings 1998–99
- North Bay Centennials 1999–2002
- Saginaw Spirit 2002
- Plymouth Whalers 2002–03
- Rochester Americans 2003–2006
- Pittsburgh Penguins 2006–07
- Atlanta Thrashers 2007–2011
- Winnipeg Jets 2011–2017
- Vegas Golden Knights 2017–